# Kozulka kolcokrywka
Kozulka kolcokrywka (Pogonocherus hispidus) – gatunek chrząszcza z rodziny kózkowatych i podrodziny zgrzypikowych. Zamieszkuje Europę, Afrykę Północną i zachodnią Azję.

## Taksonomia
Gatunek ten opisany został po raz pierwszy w 1758 roku przez Karola Linneusza pod nazwą Cerambyx hispidus.

## Morfologia
Chrząszcz o ciele długości od 4 do 6,5 mm. Głowa i przedplecze są czerwonobrązowo i ciemnobrązowo marmurkowane. Czułki są nieco dłuższe od ciała, czerwonobrązowe, począwszy od trzeciego członu obrączkowane; człony od trzeciego do jedenastego mają u podstawy białoszare owłosienie. Trzeci człon jest krótszy od czwartego, ale znacznie dłuższy niż piąty. Szersze niż dłuższe przedplecze ma parę błyszczących guzków w przedniej połowie, a po bokach parę ostrych wyrostków. Barwa tarczki jest jednolicie czarna lub czarnobrązowa, bez jaśniejszej linii przez środek. Pokrywy są ku tyłowi zwężone, u wierzchołka wykrojone tak, że kąty wierzchołkowo-zewnętrze przedłużone są w parę ostrych ząbków. Rejon za tarczką jest czerwonobrązowy, a po jego bokach występuje para wyraźnych guzów z kępkami czarnych włosków. W przedniej połowie pokrywy występuje opadający wcisk z żółtawobiałym owłosieniem, odgraniczonym od tyłu czarnobrązową przepaską. W tylnej połowie owłosienie pokryw tworzy czarnobrązowe, szare i żółtawe marmurkowanie, a przy szwie i kącie zewnętrznym naprzemienne, białoszare i czarnobrązowe nakrapianie. Na powierzchni pokryw obecne są po trzy podłużne żeberka, z których wewnętrzne są wyraźne i za środkiem długości opatrzone w po dwie kępki czarnych włosków. Odnóża są czerwonobrązowe z szarym obrączkowaniem na goleniach i stopach. Uda są maczugowato nabrzmiałe.

## Biologia i ekologia
Owad saproksyliczny, zasiedlający lasy, parki, zarośla, ogrody i nasadzenia przydrożne. Na nizinach częstszy niż w górach. Jest saproksylofagiczny. Cykl życiowy jest dwuletni. Larwy przechodzą rozwój pod cienką korą martwych gałązek o średnicy 1–3 cm, zarówno obumarłych na roślinie, jak i już odłamanych czy ściętych. Drążą pod korą płytkie, meandrujące chodniki, ale na zimowanie schodzą głębiej w drewno. Po zimowaniu chodniki są szersze, a czasem łączące się żerowiska powodują odpadnięcie kory od gałązki. Przepoczwarczenie następuje w sierpniu, wrześniu lub jesienią w komorze w materiale lęgowym lub w ściółce. Postać dorosła zimuje w tejże komorze i opuszcza ją na wiosnę, zwykle w marcu lub kwietniu. Osobniki dorosłe pozostają aktywne do lipca, sierpnia lub września.
Kozulka ta jest polifagiem drzew i krzewów liściastych. Wśród jej roślin żywicielskich wymienia się bzy, bluszcze, dęby, derenie, głogi, graby, figowce, jabłonie, jarząby, jemioły, jesiony, kaliny, leszczyny, lipy, morwy, olchy, orzechy, róże, szakłaki, śliwy, topole, trzmieliny, wiązy. Wyjątkowo stwierdzono jej rozwój w słoneczniku bulwiastym.
Do parazytoidów tego chrząszcza należą: Cenocoelius aartseni, Dolichomitus agnoscendus, Ephialtes manifestator, Eurytoma morio, Lestricus secalis, Trigonoderus filatus oraz Utetes caudatus.

## Rozprzestrzenienie
Gatunek palearktyczny. W Europie znany jest z Portugalii, Hiszpanii, Irlandii, Wielkiej Brytanii, Francji, Belgii, Holandii, Luksemburga, Niemiec, Szwajcarii, Liechtensteinu, Austrii, Włoch, Danii, Szwecji, Norwegii, Finlandii, Estonii, Łotwy, Litwy, Polski, Czech, Słowacji, Węgier, Białorusi, Ukrainy, Mołdawii, Rumunii, Bułgarii, Słowenii, Chorwacji, Bośni i Hercegowiny, Serbii, Czarnogóry, Albanii, Grecji oraz europejskiej części Rosji. W Afryce Północnej stwierdzono go z Algierii i Tunezji. W Azji podawany jest z Gruzji, Armenii, Azerbejdżanu i Turcji.